# Арним, Карл Отто Людвиг фон
Карл О́тто Лю́двиг фон А́рним (нем. Karl Otto Ludwig von Arnim; 1 августа 1779, Берлин — 9 февраля 1861, там же) — немецкий писатель-путешественник, драматург.

## Биография
С 1798 года изучал право в Галле и Гёттингене; после продолжительных путешествий по различным странам Европы был причислен к прусскому посольству в Стокгольме, потом в Лондоне. Позже служил в дирекции королевских театров в Берлине. С 1835 года предпринимал более далёкие путешествия по всей Европе, а также по России и странам Ближнего Востока.
Между прочими сочинениями он издал некоторые из Байроновских стихотворений и комедию под заглавием «Der Smaragdring» (1822 год). Его литературная известность основана на записках путешественника под заглавием «Flüchtige Bemerkungen eines flüchtig Reisenden» (6 томов, Берлин, 1837—1850).